# Die toten Seelen

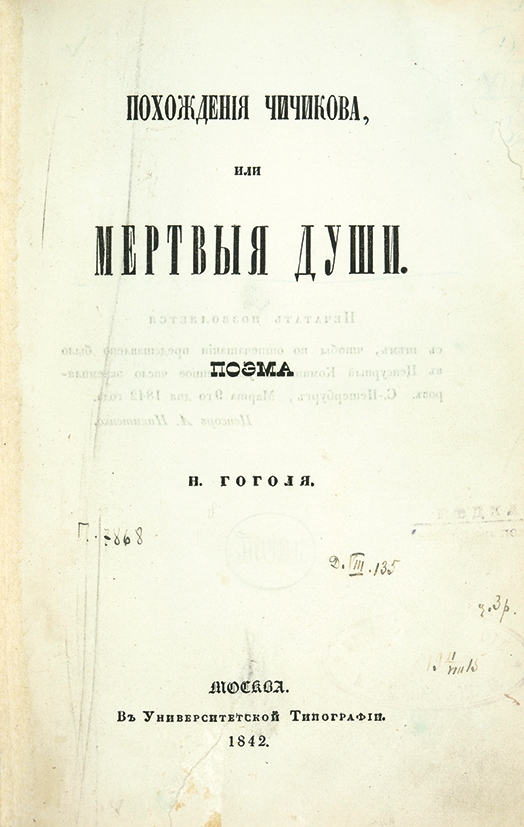
Erstausgabe von 1842

Die toten Seelen (russisch Мёртвые ду́ши [ˈmʲɔˑrtvɨj⁠ɪ⁠ ˈduˑʃɨ]; Titel der Neuübersetzung von Vera Bischitzky: Tote Seelen) ist ein Roman von Nikolai Gogol (1809–1852). Der erste Teil wurde 1842 veröffentlicht. Ursprünglich war eine Trilogie geplant, aber Gogol vollendete nur die ersten beiden Teile, wovon der zweite aber nur bruchstückhaft überliefert ist. Das Originalmanuskript des zweiten Teils vernichtete Gogol kurz vor seinem Tod.

## Werk
Sein Hauptwerk, Die toten Seelen (Мертвые души), erschien im Mai 1842 zensurbedingt unter dem Titel Die Abenteuer von Tschitschikow. Die Titeländerung und einige andere Modifikationen waren von der Petersburger Zensurkommission verhängt worden, nachdem die Moskauer Zensurkommission (bei der Gogol das Manuskript ursprünglich eingereicht hatte) die Genehmigung verweigert hatte, da die Seele als unsterblich galt und es daher keine toten Seelen gäbe. Der Protagonist des Romans, Tschitschikow, ist entschlossen, sich mit allen Mitteln zu bereichern. Er entdeckt, dass er Bankdarlehen vom Staat gegen die Bürgschaft der Leibeigenen, in bürokratischer Sprache die Seelen erhalten kann. Da er keine besitzt, reist er in die Provinzen, um jene Gutsbesitzer zu suchen, denen nach der letzten Volkszählung Knechte gestorben sind, für die sie bis zur nächsten Zählung noch Steuern zahlen müssen. Alle wollen ihm ihre „toten Seelen“ verkaufen. Alle Fehler und Mängel des Landadels hebt Gogol durch seine satirische Komödie hervor. Das Werk schrieb er zwischen 1836 und 1842 teilweise auf seinen Reisen durch Deutschland, Frankreich und die Schweiz. Das meiste entstand jedoch an den Tischen des Antico Caffè Greco in Rom, wo noch eine Tafel zum Gedenken an den 50. Jahrestag seines Todes erhalten ist, außerdem eine Gedenktafel von 2009 anlässlich seines zweihundertsten Geburtstages. Er beschrieb treffend die teils großspurige wie korrupte Lebensart des russischen Landadels. Als Gutsbesitzer lebten viele Adlige ein zurückgezogenes Leben auf ihren Landgütern. Ihre Söhne gingen meist als Offiziere zur Armee, wo sie sich dem Glücksspiel oder anderen Lastern hingaben und sich duellierten. Die Bauern waren Leibeigene. Mit diesem Werk inspirierte Gogol viele Schriftsteller, die nach ihm kamen und bietet interessante Einblicke in die Zustände im Russland vor den Revolutionen 1848/1849, vor den Hungerkrisen und vor dem aufkommenden Nationalismus.

### Handlung
Pawel Iwanowitsch Tschitschikow (Betonung: Tschítschikow) wächst in ärmlichen Verhältnissen auf, erhält nach entbehrungsreicher Jugend einen kleinen Büroposten in einem abgelegenen Oberfinanzamt, steigt mithilfe von Fleiß, Verzicht, Schmeicheleien, später auch mit angenehmen Umgangsformen, gewandtem Auftreten und Geschäftstüchtigkeit zum Abteilungsleiter und Kommissionsmitglied auf. Zuerst bekämpft er die Korruption, verfällt ihr aber schließlich selbst, lebt in Luxus und verliert nach der Aufdeckung Stellung, Besitz und Geld. Das Gleiche wiederholt sich nach abermals entbehrungsreicher Zeit beim Aufstieg innerhalb des Zollamts, nur dass ihm nach der Aufdeckung der Korruption diesmal immerhin zehntausend Rubel, eine Kutsche und zwei Diener bleiben. Er schlägt sich u. a. als Winkeladvokat durch, beglaubigt in dieser Funktion den Verkauf von Leibeigenen und erfährt dabei, dass einige schon tot sind. Das bringt ihn auf eine Geschäftsidee, die zwar verboten ist, aber mithilfe der Verschwiegenheit der Geschäftspartner in der juristischen Praxis durchläuft.
Im damaligen Russland wurden verstorbene Leibeigene, die man auch als „Seelen“ bezeichnete, bis zur nächsten Revision nicht aus den Listen gestrichen und waren somit auf dem Papier nicht als Tote und damit wertloser Besitz zu identifizieren (siehe Revisionsseelen). Für diese „toten Seelen“ mussten von ihren Besitzern auch noch Kopfsteuern entrichtet werden, was gerade in Krisenzeiten mit hoher Sterblichkeit (Hunger, Seuchen) zu absurden Belastungen für die dann ohnehin gebeutelten Gutsbesitzer führte. Da der Staat also keinen Überblick über nach der letzten Revision gestorbene Leibeigene hatte, war es zudem möglich, diese rechtlich beglaubigt zu kaufen. Gutsbesitzer konnten sowohl ihre Höfe als auch ihre Leibeigenen an den Staat verpfänden.
Mit dem Umsetzen dieser Betrugsabsicht setzt der Roman ein. Tschitschikow erreicht die Gouverneursstadt N. und macht sogleich allen Honoratioren wie Gouverneur, Staatsanwalt, Gerichtspräsident usw. sowie wichtigen Beamten wie dem Polizeimeister, Gesundheitsamtsvorsteher usw. seine Aufwartung. Aufgrund seines eleganten, überaus höflichen Auftretens und seiner dezenten, oft schon schmeichlerischen Reden macht er sich sofort überall beliebt, wird vielfach zum Essen eingeladen und lernt so die Gutsbesitzer Manilow (Betonung: Manílow), Nosdrew (Betonung: Nosdrjów) und Sobakewitsch (Betonung: Sobakéwitsch) kennen. Tschitschikow besucht sie bald darauf wegen des Ankaufs toter Seelen und erfährt von zwei weiteren Gutsbesitzern, von denen er ebenfalls tote Seelen erwirbt. All diese Gutsbesitzer lassen ihren Besitz bewirtschaften und arbeiten nicht selbst, wodurch sie ihre Eigenarten und Neurosen in einem oft bizarren Verhalten ausleben können. Nach teils leichten, teils zähen Verhandlungen und einem gewalttätigen Rauswurf hat Tschitschikow schließlich für weniger als 300 Rubel etwa vierhundert tote Seelen im Werte von hunderttausend Rubel zusammen, die er sich mithilfe des korrupten Gouverneurs unter Umgehung der Prüfinstanzen beglaubigen lässt. Statt sofort abzureisen, lässt er sich noch mehrere Wochen lang zu Festen einladen, deren umschwärmter Mittelpunkt er zunächst ist, bis er durch Denunziation, Spekulationen und aberwitzige Gerüchte zur fluchtartigen Abreise genötigt wird.
Im zweiten Teil lernt der inzwischen gealterte Tschitschikow weitere Gutsbesitzer und auch zwei Militärs kennen, hat aber mit seinem Anliegen wenig Glück. Nur zwei der zehn neuen Bekannten überlassen ihm tote Seelen. Dafür lernt er neben abermals skurrilen Typen erstmals Gutsbesitzer kennen, die selbst Hand anlegen und ihr Gut erfolgreich bewirtschaften. Infolge dieses Einflusses kauft er ein heruntergekommenes Gut, findet aber keine innere Haltung zur Landwirtschaft, weil er weiterhin ohne viel Mühe und vor allem schnell reich werden will. Als ein neuer Generalgouverneur kommt, holt ihn die Vergangenheit ein, er wird verhaftet, auch weil zu den bisherigen Betrugsvorwürfen noch der Vorwurf der Testamentsfälschung hinzukommt. Der Multimillionär Murasow, der zuvor schon einen gescheiterten Gutsbesitzer zu planmäßigem Wirtschaften und verantwortungsvollem Handeln bekehrt hat, versucht auch einen Sinneswandel bei Tschitschikow zu erreichen, doch dieser antwortet, dass er sehe, dass er ein verwerfliches Leben führe, „doch empfinde ich keine Abneigung gegen die Sünde: ich bin abgestumpft, fühle keine Liebe zum Guten“. Nach würdelosem Jammern und Betteln um Freilassung sowie Fürbitte Murasows wird Tschitschikow begnadigt im Sinne einer Ausweisung. Dass er tatsächlich keine Läuterung erreicht hat, zeigt die Passage, mit der Tschitschikow sich aus dem Roman verabschiedet: Er lässt sich noch kurz vor seiner Abreise für den doppelten Preis in Nachtarbeit einen Maßanzug aus edlem Stoff schneidern, um sein bisheriges Leben wirkungsvoll weiterführen zu können.

### Aufbau
Der erste Teil umfasst elf Kapitel. Kapitel 2–6 widmen sich jeweils einem Gutsbesitzer, von dem Tschitschikow tote Seelen erwerben möchte. Eine längere Beschreibung der Natur, des Gutes und der Wohnverhältnisse verweisen bereits jeweils auf den Charakter des Besuchten, der sich in der Art des Gesprächs sowie in den Verhandlungen und deren Ergebnis weiter konkretisiert, sodass diesen fünf Kapiteln das Variationsprinzip zugrunde liegt. Flankiert werden sie durch das erste Kapitel, in dem Tschitschikow die Kontakte knüpft, und dem siebenten, in dem die Käufe notariell beglaubigt werden. Die nächsten drei Kapitel widmen sich ohne grundierendes Gestaltungsprinzip den Festen und Gerüchten. Die erzählte Zeit beträgt im ersten Kapitel einige Tage, in den Kapiteln 2–7 zusammen drei Tage, in den Kapiteln 8–10 drei Wochen. Demgegenüber fasst das 11. Kapitel das etwa 40-jährige Leben Tschitschikows zusammen, das vor dem Erzähleinsatz liegt. Erst hier versteht der Leser, warum Tschitschikow nicht sofort nach der Beurkundung abreist. Sein langes zähes und entbehrungsreiches Ringen um gesellschaftlichen und finanziellen Aufstieg, sein kurzzeitiges Sich-gehen-Lassen im Luxus und sein jähes Ende nach Aufdeckung der Korruption spiegeln sich in Inhalt, Länge und Struktur des zuvor Erzählten: sieben Kapitel stringentes Streben nach dem Kauf toter Seelen, drei Kapitel ein Sich-gehen-Lassen auf den Festen und jäher Abbruch durch Flucht.
Aufgrund der fragmentarischen Überlieferung lassen sich zum zweiten Teil kaum Aussagen zum Aufbau treffen. Das erste Kapitel ist vollständig erhalten, das dritte und vierte jeweils bis auf zwei Seiten, das zweite und ein unbeziffertes nur bruchstückhaft. Die teils sehr langen Naturbeschreibungen und Lebensläufe der Figuren, teils aber auch dichte Abfolge neuer Figuren in einem Kapitel lassen in dem vorhandenen Text kein Kompositionsprinzip erkennen.

### Figuren
Tschitschikow ist differenziert als Emporkömmling gezeichnet, der zäh mit allen, auch unlauteren, Mitteln und ohne moralische Bedenken an seinem gesellschaftlichen Aufstieg arbeitet und nach Erreichen einer herausgehobenen Stellung in Luxus schwelgt und korrupt ist. Stringent verfolgt er sein Ziel, ohne Arbeit zu Reichtum zu kommen, zeigt aber nach Erreichen seines Ziels eine erstaunliche Labilität. Der in Amerika tätige russische Schriftsteller und Literaturwissenschaftler Vladimir Nabokov fand in seinem Charakter Attribute der „Poschlost“ (пошлость –  das schwer übersetzbare russische Wort bedeutet etwa Mittelklassen-Anmaßung, Banalität oder Spießbürgertum).
Die fünf Gutsbesitzer haben sprechende Namen, die ebenso wie die Beschreibung ihres Gutes und seiner Umgebung mit ihren übertrieben dargestellten Charaktereigenschaften korrespondieren: Manilow (umständlich, überhöflich, freigiebig), Nosdrew (Lügner, Betrüger, Spieler, Denunziant, Provokateur), Sobakewitsch (grob, kantig, schroff, wortkarg, mit Bauernschläue), Pljuschkin (verwahrloster Messie, Geizhals) und Frau Korobotschka (kleinlich, geizig, hinterwäldlerisch, misstrauisch). Die anderen Akteure haben nur Funktionsbezeichnungen (Gouverneur, Postmeister, Staatsanwalt), sind also nicht individualisiert, weil sie das Geschehen nur flankieren und nicht bestimmen, in ihrer Banalität und Mittelmäßigkeit aber auch austauschbar sind. Allen gemeinsam ist, dass im Grunde sie die eigentlichen „toten Seelen“ sind, da sie keine Züge von Menschlichkeit haben, sondern in ihrem jeweiligen Habitus erstarrt sind.
Auch im zweiten Teil gibt es Gutsbesitzer, deren Leben sich mangels Arbeit in skurrilem Verhalten äußert (Despotie, unmäßige Fresssucht, Weltschmerz, Depression, Apathie). Gemäß Gogols Programm aber, im zweiten Teil Wege der Besserung aufzuzeigen, finden sich mit W. Platonow und Kostanschoglo Gutsherren, die in tätiger Arbeit einen ausgefüllten Alltag und wirtschaftlichen Erfolg haben und moralisch integer sind, auch wenn Kostanschoglo durch seine Besserwisserei und Idealisierung der Einfachheit des Landlebens auch skurrile Züge trägt. Auch der durch Branntweinhandel zum vielfachen Millionär gewordene Murasow und mehr noch der Generalgouverneur am Ende entsprechen eher der Utopie des generösen, selbstlosen Helfers bzw. des guten Herrschers als einer menschlichen, lebendigen Figur. Da sie unvermittelt auftauchen, wirken sie in dem fragmentarischen Text wie Fremdkörper. Begreift man sie ebenfalls als Karikatur, ist es Gogol laut Hans Günther nicht gelungen, Tschitschikows Wandlung künstlerisch glaubhaft zu machen. In beiden Teilen sind alle Figuren statisch, machen also keine Entwicklung durch, sondern sind schachfigurenartig und episodisch in Beziehung zu Tschitschikow gesetzt, damit dieser sich und sein Verhalten an ihnen erproben kann, was aber auch bei Tschitschikow zu keiner Entwicklung führt.

## Stil
Der Stil des Romans ist einigermaßen altertümlich und wurde mit den Schelmenromanen des 16. und 17. Jahrhunderts verglichen, da er in eine Reihe von recht unzusammenhängenden Episoden unterteilt ist und die (zumeist äußere) Handlung eine mondäne Version des schlitzohrigen Protagonisten der ursprünglichen Schelmenromane enthält. Die Charaktere sind oftmals humoresk überzeichnet (wodurch der Unterhaltungswert virulent ist) oder satirisch verzerrt, zugleich macht die übertriebene Darstellung deutlich, dass das Ausleben schrulliger bzw. skurriler Eigenheiten der reichen Nichtstuer ein gravierender Missstand im Russland der Gogol-Zeit ist. Der auktoriale Erzähler macht ausgiebig Gebrauch von weitläufigen Naturbeschreibungen, Perspektivwechseln (u. a. auch mehrfach Perspektive der Pferde), wertenden Kommentaren, Leseransprache sowie thematischen Exkursen im zuweilen lyrisch-pathetischen Stil, z. B. über Umgangsformen, Korruption in Russland, die gegenseitige Bedingtheit von Heiterkeit und Trübsal. Gegen Schluss finden sich auch enthusiastische Lobpreisungen der russischen Seele.
Der Einfachheit der Fabel steht die Komplexität des Stils gegenüber. Neben einer charakteristischen Rhythmik der Prosa finden sich oft Übertreibungen, komisch-alogische Zuspitzungen, mosaikartige Aneinanderreihungen, der Kontrast von hoher und niedriger Sprache sowie unvermutet naturalistische Details. David Manuel Kerns Einschätzung, dass der zweite Teil überfrachtet sei mit „Gottesanrufen und Sündengeschwätz“, trifft aber nur für das letzte (erhaltene) Kapitel zu.

## Deutungen
Der Roman sollte ein umfassendes Bild des maroden sozialen Systems im nach-napoleonischen Russland zeichnen. Wie in vielen Kurzgeschichten Gogols wird auch in „Die toten Seelen“ die Kritik der Gesellschaft hauptsächlich über absurde und heitere Satire vermittelt. Anders als seine Kurzgeschichten sollte „Die toten Seelen“ auch Lösungen anbieten, anstatt nur die Probleme aufzuzeigen. Gogol konnte dieses große Vorhaben freilich nicht realisieren, denn das Werk wurde nie vollendet und hauptsächlich die frühen, rein absurden Teile des Werks blieben in Erinnerung.
Barbara Conrad arbeitet „das eigentliche Thema Gogols heraus: die Durchschnittlichkeit und Banalität des Bösen, in das sich der Mensch mit seinen armseligen Leidenschaften verstrickt, sodass von ihm selbst, von seiner Seele, nichts mehr übrig bleibt.“ Die Durchschnittlichkeit und Banalität spiegelt sich auch an den Schauplätzen wider. Das Landleben auf den Gütern ist bis auf zwei Ausnahmen als rückständig gezeichnet, das Leben in der Stadt N. wird durch Klatsch, Intrigen und Banalität beherrscht.
D. M. Kern macht auf die geschichtliche Umbruchsituation aufmerksam, in der der Roman spielt, kritisiert aber den Versuch Gogols, den neuen Materialismus allgemein durch Hinwendung zur Religion korrigieren zu wollen. „Tschitschikow symbolisiert mit seiner Handlungsweise, die ausschließlich auf den Erwerb und die Vermehrung von Geld gerichtet ist, das Ende des zaristischen Russlands und den Anfang des Kapitalismus. Der Held wird, trotz seiner Vermenschlichung, als moralisch verwerflicher gekennzeichnet; der Kapitalist, der ohne soziale Geburtsbevorzugung und um jeden Preis, auch den der Illegalität, zu Reichtum zu kommen trachtet, scheitert und muss, um des Autors Absicht zu erraten, geläutert werden. Diese Läuterung kann nur durch Bestrafung der Sünden geschehen; ein Antikapitalismus, der durch Gott legitimiert wird.“
Vladimir Nabokov hat in seiner Gogol-Studie aus dem Jahre 1944 die Ansicht zurückgewiesen, „Die toten Seelen“ sei ein reformerisches oder satirisches Werk. Nabokov sah die Handlung des Werks als unwichtig an und meinte, Gogol sei ein großer Schriftsteller, dessen Werke die Irrationalität zu umgehen wüssten und dessen Prosa-Stil hervorragende Beschreibungskraft mit der Geringschätzung von Romanklischees kombiniere. Tschitschikow verkörpere eine außerordentliche moralische Verrottung, aber die ganze Idee des Kaufens und Verkaufens toter Seelen ist für Nabokov von vornherein lächerlich; folglich sei der Schauplatz in der Provinz eine sehr ungeeignete Kulisse für jede progressive, reformistische oder christliche Lesart des Werkes.

## Übersetzungen ins Deutsche
- Philipp Löbenstein, 1846, erste deutsche Übersetzung (mehrere Lizenzausgaben, u. a. im Diogenes Verlag)
- Hermann Röhl, 1920, Insel Verlag, Leipzig (mehrere Neuauflagen und Lizenzausgaben)
- Alexander Eliasberg, 1922, Gustav Kiepenheuer Verlag, Potsdam (mehrere Neuauflagen und Lizenzausgaben)
- Xaver Schaffgotsch, 1925, Paul List Verlag, Leipzig (dort mit Nachwort von Rudolf Kassner; mehrere Neuauflagen und Lizenzausgaben)
- Sigismund von Radecki, 1938, Kösel-Verlag, München (mit Zeichnungen von Alexander Agin)
- Waldemar Jollos, 1944, Artemis Verlag, Zürich (eine Neuauflage und eine Lizenzausgabe)
- Egon Reim, 1948, Schlösser Verlag, Braunschweig (eine Lizenzausgabe)
- Fred Ottow, 1949, Winkler Verlag, München (hier mit Nachwort von Dmitrij Tschižewskij; in mehreren Neuauflagen und Lizenzausgaben, dort auch mit Nachworten von Swetlana Geier oder Barbara Conrad erschienen)
- Elisabeth und Wladimir Wonsiatsky, 1951, Reclam-Verlag, Leipzig (mehrere Neuauflagen und Lizenzausgaben, teilweise mit Zeichnungen von Josef Hegenbarth)
- Korfiz Holm, 1954, Berlin, Aufbau Verlag. Mit 100 Zeichnungen von Alexander Agin.
- Wolfram Gramowski, 1957, Vollmer-Verlag, Wiesbaden-Berlin
- Michael Pfeiffer, 1965, Aufbau-Verlag, Berlin (mehrere Neuauflagen und Lizenzausgaben)
- Wolfgang Kasack, 1988, Klett-Cotta Verlag, Stuttgart (mehrere Lizenzausgaben beim Reclam-Verlag, Stuttgart; mit Nachwort von Angela Martini)
- Vera Bischitzky, 2009, Artemis & Winkler Verlag (mit Zeichnungen von Marc Chagall)

## In anderen Medien

### Illustrationen
Schon 1846 wurden erstmals Illustrationen für die Toten Seelen veröffentlicht. Die insgesamt 104 Blätter waren von Alexander Agin gezeichnet und von Jewstafi Bernardski als Holzstiche umgesetzt worden. Da Gogol sein Einverständnis zur Illustration seines Werks verweigerte, wurden jene als Einzelblätter verfertigt, die nachträglich zwischen die Seiten des gedruckten Buchs gelegt werden konnten. Ambroise Vollard beauftragte dann 1923 Marc Chagall, der das Werk gut kannte, mit der Anfertigung von Illustrationen zu Gogols Roman. In vier Jahren entstanden so 96 Druckgraphiken, einfache prägnante Skizzen in enger Anlehnung am Text. Nach Vollards Tod wurden Chagalls Radierungen erstmals 1948 veröffentlicht und in der Folge mehrfach zur Illustration verschiedener Ausgaben des Texts verwendet sowie wiederholt ausgestellt.

### Hörspiel
1955 produzierte Radio Bremen in der Bearbeitung von Oskar Wessel und unter der Regie von Carl Nagel nach Gogols Vorlage das Hörspiel Tote Seelen. Sprecher waren: Wolfgang Golisch (Pawel Iwanowitsch Tschitschikoff), Ernst Rottluff (Seelifan, sein Kutscher), Wolfgang Engels (Maniloff, Gutsbesitzer), Günther Neutze (Nosdrjoff, Gutsbesitzer), Heinz Klevenow (Sobakewitsch, Gutsbesitzer), Trudik Daniel (Korobatschka, Gutsbesitzerin), Helmuth Gmelin (Pljuschkin)

### Theater
Das Tschechow-Kunsttheater Moskau brachte die Geschichte 1932 in Form eines Dramas auf die Bühne. An der Umarbeitung von Gogols Werk waren u. a. Konstantin Stanislawski und Wladimir Nemirowitsch-Dantschenko beteiligt. Auch das Leningrader Komödientheater inszenierte eine Adaption des Romans.

### Film und Fernsehen
1960 entstand unter der Regie von Leonid Trauberg eine Verfilmung des Romans. Der Regisseur Michail Schweizer drehte 1984 einen Fernseh-Mehrteiler mit Musik von Alfred Schnittke. Gennadi Roschdestwenski erstellte 1993 aus Schnittkes Filmmusik eine Orchestersuite.

### Oper
Die vorhandenen Teile der Toten Seelen wurden Ende des 20. Jahrhunderts in der Oper Tote Seelen des russischen Komponisten Rodion Schtschedrin verarbeitet. Darin fängt Schtschedrin die verschiedenen Stadtbewohner, mit denen Tschitschikow zu tun hat, in abgeschlossenen musikalische Episoden ein, wobei er für jede einen unterschiedlichen musikalischen Stil entwickelt, um die verschiedenen Charakteristika der unterschiedlichen Persönlichkeiten herauszustellen.